# William Russell (échevin)
William Russell, né le 15 avril 1965, est un banquier britannique, lord-maire de Londres de 2019 à 2021.

## Vie
Élu alderman depuis 2013, Russell devient aussi le magistrat en chef de Londres. 
En tant que lord-maire, il est le porte-parole et promoteur des entreprises de la Cité, qui sont pour la plupart des sociétés financières.
Avant d'entrer en fonctions, le nouveau lord-maire participe au traditionnel défilé civique où, nommé le Lord Mayor's Show, il traverse le cœur historique de Londres pour prêter serment de loyauté envers le souverain britannique en présence des juges de la Cour d'appel royale.
Russell est réélu lord-maire en 2020, le premier à tenir deux mandats depuis William Cubitt en 1861.
Il est maître de la vénérable compagnie des Soieriers de Londres (2024/25).

## Ascendance
Sir William Russell est cadet des baronnets Russell de Littleworth Corner.
Il est ainsi affilié à Charles Russell (baron Russell de Killowen), lord-juge en chef d'Angleterre-et-Galles (1894–1900), ainsi qu'à Sir Charles Russell, fondateur de Charles Russell Speechlys LLP en 1891, aussi élu MP au parti libéral à Londres.

## Distinctions honorifiques
- : Knight Bachelor (2022)
- : Chevalier de justice (KStJ) dans l'ordre de Saint-Jean (2019)[10]